# Позитивный фотопроцесс

Характеристические кривые двухступенчатого негативно-позитивного процесса. Хорошо видна разница коэффициентов контрастности γ негативных и позитивных материалов

Позити́вный проце́сс в фотографии и кинематографе — получение позитивного изображения на светочувствительном материале с негатива. Конечная стадия классического двухступенчатого негативно-позитивного процесса. Чёрно-белое позитивное изображение состоит из металлического серебра, цветное — из красителей. В понятие позитивного процесса входит как экспонирование позитивного материала для получения скрытого изображения, так и лабораторная обработка, в результате которой скрытое изображение становится видимым.
Позитивное изображение может быть получено, исключая негативный процесс, на том же фотоматериале, на который производилась съёмка. Об обращаемом фотографическом процессе см. статью Обращаемые фотоматериалы, а также Процесс E-6.

## Особенности
Изготовление позитива производится контактной или оптической печатью с негатива.
Позитивное изображение является конечным и его контраст и полутона должны соответствовать объекту съёмки. Поэтому для изготовления позитива используются специальные позитивные фотоматериалы. 

### Контраст позитива
Негативные сорта фотокиноматериалов непригодны для получения качественного отпечатка ввиду малого контраста. Готовое позитивное изображение должно иметь коэффициент контрастности более 1,0, поэтому наиболее приемлемый коэффициент контрастности для позитивного материала равен 1,8—2,0, чтобы обеспечить контрастное изображение при печати с малоконтрастного негатива. Кроме того, позитивные фотоматериалы в отличие от негативных должны обеспечивать большую максимальную оптическую плотность, в противном случае тени изображения будут серыми.
Большинство разновидностей фотобумаги выпускается в нескольких вариантах с различным коэффициентом контрастности для подбора к негативам разного контраста. Некоторые сорта позитивной киноплёнки также существуют в исполнениях с разным контрастом. В начале 1990-х годов получили распространения многослойные чёрно-белые поликонтрастные фотобумаги с переменным контрастом.

### Фотографическая широта
Негативные фотоматериалы в целях обеспечения максимальной фотографической широты, обладают коэффициентом контрастности 0,65—0,8.
Позитивные фотоматериалы обладают небольшой фотографической широтой и поэтому более чувствительны к ошибкам определения экспозиции, чем негативные. Это привносит в процесс печати некоторые особенности, в частности, при печати на фотобумаге часто применяется пробная печать, в отличие от съёмки, когда годный негатив необходимо получить сразу без всяких проб. Фотографическая широта качественного негатива часто в несколько раз превосходит доступный тональный диапазон позитива. При печати это позволяет в широких пределах исправлять ошибки, допущенные при съёмке и регулировать тональность изображения.

### Общая и спектральная светочувствительность
Кроме перечисленных особенностей позитивного процесса, печать в отличие от съёмки не требует моментальных экспозиций и высоких значений светочувствительности материала. Поэтому, позитивные фотокиноматериалы обладают низкой светочувствительностью и, следовательно, мелким зерном. Мелкозернистая эмульсия позволяет применять более активные проявители, дающие контрастное изображение с плотными насыщенными тенями. Подложка позитивных фотокиноматериалов изготавливается максимально прозрачной и не имеющей никакой окраски, а фотобумаги часто несут специальный отражающий подслой для придания света́м яркости. Позитивные эмульсии изготавливаются с более низким уровнем вуали, чем негативные, поскольку вуаль недопустима на конечном изображении. 
Кроме того, многие чёрно-белые позитивные материалы, в отличие от негативных, обладающих равномерной чувствительностью ко всему видимому излучению, сенсибилизированы только к сине-фиолетовой части спектра. Поэтому чёрно-белый позитивный процесс позволяет производить печать и лабораторную обработку при видимом для глаза, но неактиничном для материала освещении, как правило жёлтого или красно-оранжевого цвета. Обработка некоторых цветных фотобумаг также допускается при плотном тёмно-зеленом светофильтре на фонаре.

## Позитивные фотоматериалы
Позитивными фотоматериалами являются позитивная фото- и киноплёнка, фотобумага, фотокалька и диапозитивные фотопластинки. Позитивная киноплёнка служит для печати фильмокопий или контрольного позитива. На фотобумаге изготавливаются фотографии. Фотокалька служит для изготовления копий чертежей и диапозитивов, а диапозитивные фотопластинки применяются для печати стеклянных диапозитивов.
Позитивная фотоплёнка использовалась при изготовлении диафильмов, популярных до середины 1980-х годов. Кроме того, на позитивной фотоплёнке изготавливались малоформатные диапозитивы, вставляемые в стандартные рамки для формирования учебных и обзорных слайд-шоу.
Высокий контраст и другие особенности позитивных материалов позволяли в некоторых случаях использовать их для изготовления негатива. Например, при изготовлении репродукций и микрофильмировании штриховых оригиналов часто использовалась позитивная плёнка «МЗ-3».
Также к позитивным фотоматериалам можно отнести контрастные мелкозернистые киноплёнки для изготовления оптических фонограмм.
Разновидностью позитивного процесса можно считать гидротипный процесс, при котором матричные плёнки, с которых происходит печать позитивного изображения красителями на бланк-фильме, изготавливаются на фотоматериале с характеристиками, сходными с позитивными.
В настоящее время с развитием цифровых технологий фотографии, кинематографа и копирования документов, применение позитивных фотоматериалов существенно сократилось. Большая часть современных кинофильмов распространяется на цифровых носителях и на киноплёнке печатаются лишь небольшие тиражи фильмокопий, предназначенные для малобюджетных кинотеатров. Значительная часть фотографий, которые печатаются в виде твёрдых копий, использует струйные принтеры и обычную бумагу специальных сортов. Лишь небольшая часть фотоотпечатков использует светочувствительную позитивную фотобумагу. Слайды на плёнке также не производятся в связи с развитием электронных средств отображения.

## Технология позитивного процесса
На позитивном фотоматериале после экспонирования возникает скрытое изображение, которое становится видимым после лабораторной обработки. В отличие от негативного процесса, при котором критерием проявленности фотослоя служит достижение заданного промежуточного коэффициента контрастности, при позитивном процессе проявление происходит до достижения максимального контраста и оптических плотностей в тенях. При этих условиях проявление происходит практически «до конца», особенно в чёрно-белом процессе. Правильно экспонированный позитив при перепроявлении лишь незначительно увеличивает плотность изображения и обладает только повышенной плотностью вуали, «затягивающей» света. 
При печати на фотобумаге, лабораторная обработка следует непосредственно за экспонированием, что позволяет обойтись без измерения экспозиции специальными приборами и определять её по результатам пробной печати.  
Контроль за точностью экспозиции при печати фильмокопий осуществляется, как правило, путём стандартизации процессов контрольно-измерительными подразделениями кинокопировального цеха. Непрерывный визуальный контроль качества печати при больших объёмах невозможен и поэтому главным залогом точности параметров позитивного процесса является централизованная сортировка позитивной киноплёнки по номерам эмульсии, осей, тестовая печать и точное соблюдение рецептуры растворов, контролируемое специальной лабораторией.
После лабораторной обработки полученные на фотобумаге отпечатки подвергаются сушке или глянцеванию. Фильмокопии и позитивы на плёнке подвергаются только сушке в специальном отделении проявочной машины. В процессе сушки важно точное соблюдение температурного режима и чистоты воздуха, поступающего в сушильное отделение. При несоблюдении этих условий эмульсия готового отпечатка может быть повреждена или содержать посторонние частицы, прилипающие к влажной поверхности из воздуха. В дальнейшем такие дефекты неустранимы.